# Carlo Luigi Morichini

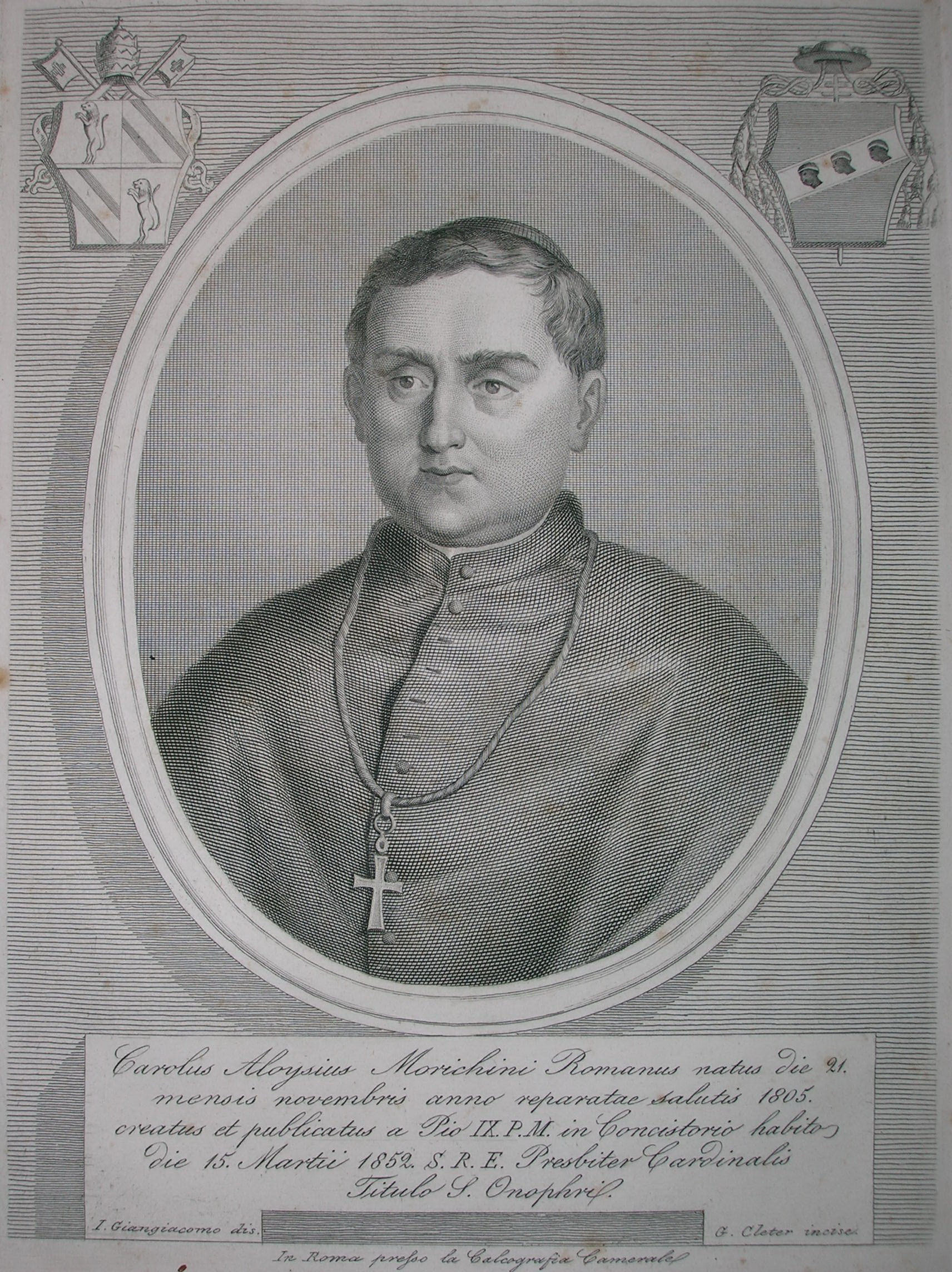
Carlo Luigi Kardinal Morichini

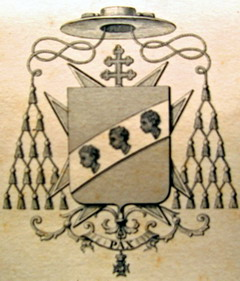
Kardinalswappen Morichinis

Carlo Luigi Morichini  (* 21. November 1805 in Rom; † 26. April 1879 ebenda) war Erzbischof von Bologna und Kardinal.

## Leben
Carlo Luigi Morichini war das erste von sieben Kindern von Domenico Morichini (1773–1836), Arzt und Professor der Chemie an der Universität La Sapienza in Rom, und dessen Ehefrau Cecilia Calidi. Er absolvierte ein Studium der Rechtswissenschaften an der Sapienza, an der er am 22. Juli 1826 promovierte und den Titel eines Doctor iuris utriusque erwarb. Er empfing am 20. Dezember 1828 die Priesterweihe und übte anschließend in Rom verschiedene administrative und karitative Tätigkeiten aus. 1834 war er Vikar des Kardinals Nicola Grimaldi an der Stiftskirche von San Nicola in Carcere.

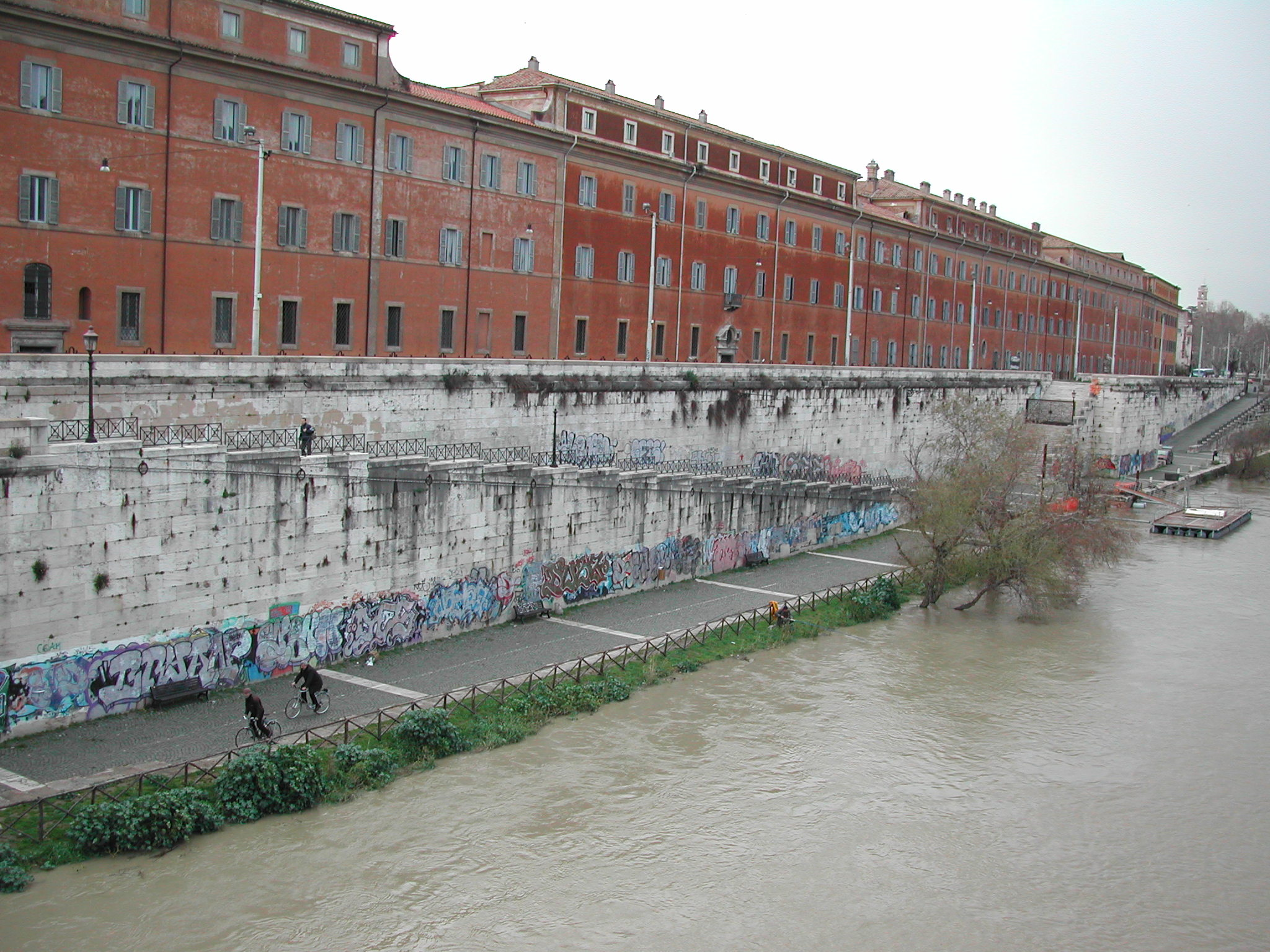
Im Complesso Monumentale di San Michele a Ripa Grande grenzten drei übereinanderliegende Reihen von Einzelzellen an einen zentralen Arbeitssaal. Auf der einen Seite des Saals stand der Altar, auf der anderen der Prügelbock.

Von 1834 bis 1840 war er stellvertretender Vorsitzender des Complesso Monumentale di San Michele a Ripa Grande, einer Mischung aus Waisenhaus und Kinderzuchthaus. Aus den Erfahrungen in diesem Hospiz schloss er auf die Funktionsweise der vielen Hilfsorganisationen der Stadt und veröffentlichte 1835 Von den öffentlichen Einrichtungen der Nächstenliebe und der Grundschule in Rom. Dieses Werk, das 1841 auf Französisch erschien, machte ihn als Wirtschaftswissenschaftler bekannt. 1836 war er einer der Initiatoren der Gründung der Cassa di Risparmio di Roma (Sparkasse von Rom).
Am 21. April 1845 wurde er zum Titularerzbischof von Nisibis ernannt. Die Bischofsweihe spendete ihm am 25. Mai 1845 in der Kirche Santa Maria in Vallicella Kardinal Luigi Lambruschini; Mitkonsekratoren waren Gaetano Baluffi, Sekretär der Kongregation für die Bischöfe und Regularen, und Francesco Brigante Colonna, Präfekt des Päpstlichen Hauses. Zwei Tage zuvor war Morichini zum Nuntius in München ernannt worden, wo er am 22. Juni 1845 eintraf und am 11. Juli 1847 abreiste. Papst Pius IX. nahm ihn am 15. März 1852 als Kardinalpriester in das Kardinalskollegium auf und er erhielt am 18. März desselben Jahres Sant’Onofrio als Titelkirche. Im Juni 1854 wurde Kardinal Morichini unter Beibehaltung des persönlichen Titels eines Erzbischofs zum Bischof von Jesi bestellt. Pius IX. ernannte ihn am 24. November 1871 zum Erzbischof von Bologna und holte ihn im Dezember 1876 als Sekretär der Kongregation für die Bischöfe und Regularen zurück an die Römische Kurie. Am 12. März 1877 erhob ihn Pius IX. zum Kardinalbischof von Albano. Kardinal Morichini war Teilnehmer am Ersten Vatikanischen Konzil und am Konklave 1878, aus dem Leo XIII. als Papst hervorging. Papst Leo XIII. ernannte ihn am 15. Juli 1878 zum Präfekten der Apostolischen Signatur.

## Veröffentlichungen
- Degli istituti di carità per la sussistenza e l’educazione dei poveri e dei prigionieri in Roma, libri tre. Saggio storico e statistico. Rom 1835. Neuauflagen 1842 und 1870.
- Di Giovanni Borgi, mastro muratore, detto Tata Giovanni e del suo ospizio per gli orfani abbandonati. Rom 1830.
- De’ principi secondo i quali stabilire e dirigere pie case di lavoro e di ricovero per l’estinzione della mendicità nello Stato Pontificio. Rom 1834.
- I Romani Pontefici furono i primi a concepire ed eseguire il ben inteso miglioramento delle prigioni. Dissertazione. Rom 1840.
- Discorso letto alla pia Società in soccorso de’ poveri orfani pel colera. Rom 1841.
- Biografia di Giovanni Borgi detto Tata Giovanni. Rom 1841.
- Sullo stato delle finanze pontificie e de’ modi per migliorarle. Rapporto. Rome 1847.